# Snéfroukhaf
 (février 2019).
Snéfroukhaf était un prince de la IVe dynastie, arrière-petit-fils de Snéfrou et petit-neveu de Khoufou.

## Généalogie
Il est le fils du vizir Néfermaât, petit fils de la princesse Néfertkaou et arrière-petit-fils du roi Snéfrou.
Il a eu au moins un fils, nommé Néfermaât, et prêtre du culte de Khoufou.

## Sépulture
Il fit aménager son mastaba non loin de la pyramide de son grand-oncle Khoufou à Gizeh (G 7070). Cette tombe se trouve proche de celle de sa grand-mère Néfertkaou (G 7050) et celle de son père Néfermaât (G 7060).
Cette nécropole familiale a été une première fois fouillée par Karl Richard Lepsius au XIXe siècle puis par George Andrew Reisner en 1926. Les mastaba livrèrent les sarcophages massifs du prince de sa famille avec leurs lourds couvercles à tenons ainsi que des stèles fausses portes.